# Pema Chophel
Pema Chophel (6 agosto 1981) è un ex calciatore bhutanese, di ruolo centrocampista.

## Carriera

### Club
Nel 2005 gioca nel Transport United. Nel 2006 passa allo Yeedzin, in cui milita fino al 2012.

### Nazionale
Ha debuttato in nazionale nel 2004, giocandovici fino al 2009.